# Thy Womb
Thy Womb è un film del 2012 diretto da Brillante Mendoza.